# Karim Konaté
Pour les articles homonymes, voir Konaté.
Karim Konaté, né le 21 mars 2004 à Koumassi en Côte d'Ivoire, est un footballeur international ivoirien. Il joue au poste d'attaquant au RB Salzbourg.

## Biographie

### Carrière sportive

#### En club
Karim Konaté commence sa carrière à l'ASEC Mimosas. Il s'impose en équipe première lors de la saison 2020-2021 et remporte le championnat avec son club cette saison-là.
Le 14 juin 2022, Karim Konaté s'engage en faveur du RB Salzbourg. Le joueur signe un contrat de cinq ans pour un montant de transfert de 3,5 millions d'euros et est prêté au club partenaire du FC Liefering dans la foulée.
En janvier 2023, il fait son retour au Red Bull Salzbourg. Il joue, alors, son premier match pour le club le 19 février 2023, à l'occasion d'une rencontre de première division Autrichienne face au WSG Tirol. Il entre en jeu à la place de Junior Adamu ce jour-là et participe à la victoire de son équipe en inscrivant également son premier but (1-3 score final).
Le 23 juillet 2023, Karim Konaté réalise son premier doublé pour le club, lors d'une rencontre de coupe d'Autriche face au SC Union Ardagger. Il est titularisé et son équipe s'impose par six buts à zéro.
Konaté réalise son premier triplé pour Salzbourg le 12 mai 2024 face au TSV Hartberg, en championnat. Titulaire, il participe à la victoire de son équipe par cinq buts à un avec ses trois buts,.

#### En équipe nationale
En Août 2021, Karim Konaté est convoqué, pour la première fois, avec l'équipe nationale de Côte d'Ivoire afin de remplacer Gervinho,. Il honore sa première sélection face au Mozambique le 3 septembre 2021. Il entre en jeu à la place de Sébastien Haller et les deux équipes se neutralisent (0-0),.
Konaté participe à sa première compétition internationale lors de la Coupe d'Afrique des nations 2021 au Cameroun. Les ivoiriens seront éliminés en huitièmes-de-finales par l'Égypte aux tirs-au-but.
Le 28 décembre 2023, il est retenu dans la liste des vingt-sept joueurs ivoiriens sélectionnés par Jean-Louis Gasset pour disputer la Coupe d'Afrique des nations 2023. Il participe aux trois matches de groupes comme remplaçant, sans jamais être décisif. Il n'est pas aligné pour le reste de la compétition que la Côte d'Ivoire remporte pour la troisième fois de son histoire.

## Statistiques
| Saison                | Club                  | Championnat           | Championnat | Championnat | Championnat | Coupe(s) nationale(s) | Coupe(s) nationale(s) | Coupe(s) nationale(s) | Supercoupe | Supercoupe | Supercoupe | Compétition(s) continentale(s) | Compétition(s) continentale(s) | Compétition(s) continentale(s) | Compétition(s) continentale(s) | Côte d'Ivoire | Côte d'Ivoire | Côte d'Ivoire | Total | Total | Total |
| Saison                | Club                  | Division              | M.          | B.          | P.d.        | M.                    | B.                    | P.d.                  | M.         | B.         | P.d.       | Comp.                          | M.                             | B.                             | P.d.                           | M.            | B.            | P.d.          | M.    | B.    | P.d.  |
| 2021-2022             | ASEC Mimosas          | Ligue 1               | 13          | 15          | 0           | -                     | -                     | -                     | -          | -          | -          | C1+CDF                         | 2+8                            | 3+7                            | 0                              | 1             | 0             | 0             | 24    | 25    | 0     |
| Sous-total            | Sous-total            | Sous-total            | 13          | 15          | 0           | 0                     | 0                     | 0                     | -          | -          | -          | -                              | 10                             | 10                             | 0                              | 1             | 0             | 0             | 24    | 25    | 0     |
| 2022-2023             | FC Liefering (prêt)   | 2.Liga                | 18          | 15          | 1           | -                     | -                     | -                     | -          | -          | -          | -                              | -                              | -                              | -                              | 2             | 0             | 0             | 20    | 15    | 1     |
| Sous-total            | Sous-total            | Sous-total            | 18          | 15          | 1           | 0                     | 0                     | 0                     | -          | -          | -          | -                              | -                              | -                              | -                              | 2             | 0             | 0             | 20    | 15    | 1     |
| 2022-2023             | Red Bull Salzbourg    | Bundesliga            | 9           | 3           | 1           | -                     | -                     | -                     | -          | -          | -          | -                              | -                              | -                              | -                              | 1             | 0             | 0             | 10    | 3     | 1     |
| 2023-2024             | Red Bull Salzbourg    | Bundesliga            | 29          | 20          | 2           | 4                     | 2                     | 0                     | -          | -          | -          | C1                             | 5                              | 0                              | 0                              | 11            | 2             | 4             | 49    | 24    | 6     |
| 2024-2025             | Red Bull Salzbourg    | Bundesliga            | 9           | 2           | 1           | 3                     | 4                     | 0                     | -          | -          | -          | C1                             | 5                              | 2                              | 0                              | 1             | 0             | 0             | 18    | 8     | 1     |
| Sous-total            | Sous-total            | Sous-total            | 47          | 25          | 4           | 7                     | 6                     | 0                     | -          | -          | -          | -                              | 10                             | 2                              | 0                              | 13            | 2             | 4             | 77    | 35    | 8     |
| Total sur la carrière | Total sur la carrière | Total sur la carrière | 78          | 55          | 5           | 7                     | 6                     | 0                     | -          | -          | -          | -                              | 20                             | 12                             | 0                              | 16            | 2             | 4             | 121   | 75    | 9     |

## Palmarès

### En club
ASEC Mimosas
- Championnat de Côte d'Ivoire (2) :
  - Champion : 2020-21, 2021-22

### En sélection nationale
- Côte d'Ivoire
  - Vainqueur de la Coupe d'Afrique des nations en 2024[13].

### Distinctions individuelles
- Meilleur buteur du Championnat de Côte d'Ivoire de football 2021-2022
- Meilleur buteur du Championnat d'Autriche de football 2023-2024